# Рецепторски потенцијал
Рецепторски потенцијал, такође познат као генераторски потенцијал, врста степенованог потенцијала, је разлика трансмембранског потенцијала настала активацијом сензорног рецептора.
Рецепторски потенцијал се често производи сензорном трансдукцијом. То је генерално деполаризујући догађај који је резултат унутрашњег тока струје. Прилив струје ће често довести мембрански потенцијал сензорног рецептора до прага за покретање акционог потенцијала. Рецепторски потенцијал може радити на покретању акционог потенцијала или унутар истог неурона или на суседној ћелији. Унутар истог неурона, рецепторски потенцијал може проузроковати да локална струја тече до региона који је способан да генерише акциони потенцијал отварањем напонских јонских канала.
Рецепторски потенцијал такође може изазвати ослобађање неуротрансмитера из једне ћелије који ће деловати на другу ћелију, стварајући акциони потенцијал у другој. Величина рецепторског потенцијала одређује учесталост генерисања акционих потенцијала и контролише се прилагођавањем, снагом стимулуса и временским сумирањем узастопних потенцијала рецептора. Рецепторски потенцијал се ослања на осетљивост рецептора која се може полако прилагођавати, што резултира споро распадајућим потенцијалом рецептора или брзо, што резултира брзо генерисаним али краће трајним потенцијалом рецептора.
Пример рецепторског потенцијала је у густатитивној папили на језику, где се укус претвара у електрични сигнал који се шаље у мозак. Када је стимулисан, папила укуса покреће ослобађање неуротрансмитера кроз егзоцитозу синаптичких везикула из пресинаптичке мембране. Молекули неуротрансмитера дифундују преко синаптичке пукотине до постсинаптичке мембране примарног сензорног неурона, где изазивају акциони потенцијал.

## Трансдукциони канали рецептора
Код свих чулних рецептора драж, непосредно или посредно, доводи до промене отворености неког специфичног јонског канала. У процесу сензорне трансдукције, то је тренутак када се енергија стимулуса преводи у енергију рецепторског потенцијала. Сви рецептори дакле, поседују специфичне јонске канале који посредују у механизмима сензорне трансдукције изазивајући настанак рецепторског потенцијала, па се називају трансдукциони канали рецептора.
Трансдукциони канали који посредују у директном или индиректном претварању енергије дражи у енергију рецепторског потенцијала веома су разноврсни. Велики број трансдукционих канала припада TRP каналима. Они директно мењају степен отворености и проводљивости за јоне након деловања стимулуса. 

## Рецепторска и проводна мембрана
Амплитуда рецепторског потенцијала зависи од интензитета примењеног стимулуса. Што је стимулус већег интензитета, биће већа амплитуда рецепторског потенцијала. Мембрана нервног завршетка се разликује од остатка нервног влакна и тај део нервног влакна се назива рецепторска мембрана, док се мембрана аксона од области првог нодуса надаље, која реагује генезом пропагирајућих акционих потенцијала назива проводна (кондуктивна) мембрана. На сензитивним нервним завршецима, акциони потенцијал настаје у области првог нодуса. Пошто су сензитивни неурони псеудоуниполарни неурони, акциони потенцијали не настају у области иницијалног сегмента. Место настанка акционог потенцијала налази се на самом крају аксона гледано од тела нервне ћелије.